# 더 헤드리스 홀스맨
더 헤드리스 홀스맨(러시아어: Всадник без головы, THE HEADLESS HORSEMAN)은 러시아(구 소련)에서 제작된 블라디미르 빈슈톡 감독의 1973년 영화이다.
이 영화는 최초의 소비에트 웨스턴 영화이다. 박스오피스 성공을 거뒀으며 소련에서 33번째로 많은 입장객 수를 기록했다.

## 출연
- 올레크 비도프
- 류드밀라 사벨리예바